# Denisa Șandru

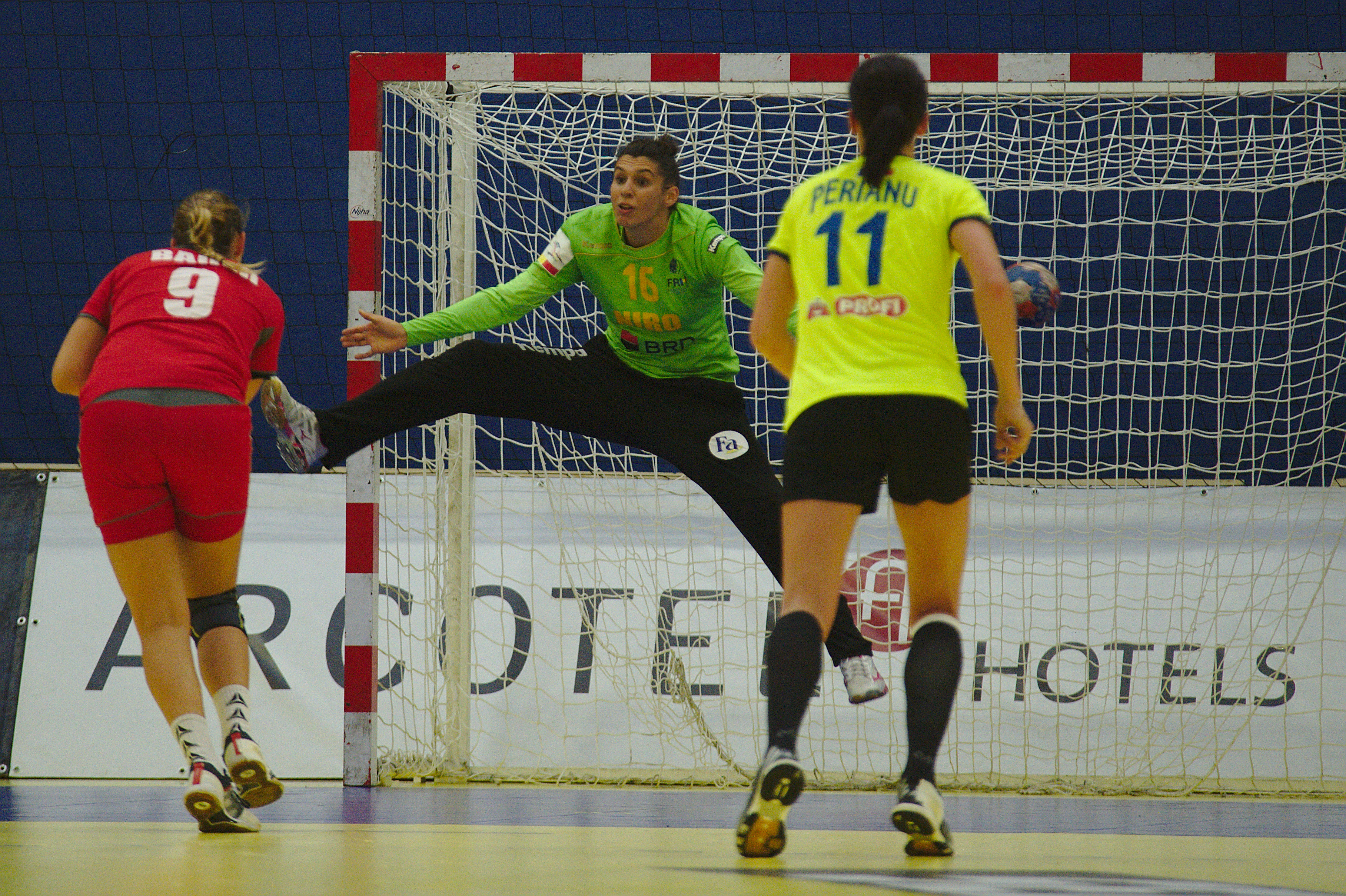
Denisa Șandru, 13 iunie 2017. Șandru (nr. 16, în verde si negru), în timpul partidei retur dintre Austria și România din cadrul barajului de calificare pentru Campionatul Mondial din 2017, desfășurată în Sportzentrum Alte Au din Stockerau.

Denisa Ștefania Șandru (născută Dedu, n. 27 septembrie 1994, Brașov, România) este o handbalistă din România care joacă pentru clubul Rapid București și echipa națională a României pe postul de portar.

## Biografie
Denisa Dedu a fost îndreptată spre jocul de handbal de către antrenoarea Mariana Peța, apoi a devenit sportivă legitimată a Clubului Sportiv Școlar Dinamo Brașov, sub îndrumarea profesorului Ferencz Lechner. Dedu a debutat în echipa de senioare a clubului Rulmentul Brașov la vârsta de numai 16 ani.
A participat pentru prima oară la un turneu final cu echipa națională la Campionatul Mondial de Handbal Feminin din 2011, desfășurat în Brazilia. De asemenea, a participat cu selecționata României la Campionatul Mondial Universitar Spania 2016, unde aceasta a obținut medaliile de argint.
După șapte sezoane la echipa brașoveană, în 2017, Dedu s-a transferat în Ungaria la Siófok KC. În 2019, ea a câștigat, alături de Siófok KC, Cupa EHF. A revenit în țară în 2019 și a semnat cu CSM București. În aprilie 2021 a fost anunțat transferul ei la Rapid București, dar nu a mai evoluat în sezonul 2021-2022 deoarece a rămas însărcinată iar în decembrie 2021 a născut un băiețel.
Denisa este căsătorită cu handbalistul Ciprian Șandru.
Modelele ei în sport sunt Luminița Huțupan și Paula Ungureanu.

## Palmares
Cu echipa de club
- Liga Campionilor:
  - Sfertfinalistă: 2021, 2023
  - Grupe principale: 2020
  - Grupe: 2024

- Cupa Cupelor:
  - Turul 3: 2014

- Cupa EHF:
  -  Câștigătoare: 2019
  - Semifinalistă: 2016
  - Optimi de finală: 2015
  - Turul 2: 2017

- Liga Națională:
  -  Câștigătoare: 2021, 2022
  -  Locul 2: 2014, 2023, 2024
  -  Locul 3: 2015, 2016

- Cupa României:
  -  Finalistă: 2013
  -  Locul 3: 2014

- Supercupa României:
  -  Câștigătoare: 2019
  -  Finalistă: 2022, 2023

- Nemzeti Bajnokság I:
  -  Locul 3: 2019

Cu echipa națională
- Campionatul Mondial Universitar:
  -  Medalie de argint: 2016

## Distincții individuale
- Cea mai bună handbalistă română din Liga Națională: 2019;[24]